# Biblioteca de Navarra
La Biblioteca de Navarra, dependiente del Gobierno de Navarra, desarrolla dentro del sistema bibliotecario navarro las funciones que la Ley Foral 32/2002, que regula el sistema bibliotecario de Navarra, atribuye a la Biblioteca de Navarra, institución responsable del patrimonio bibliográfico de la Comunidad Foral y biblioteca central del Sistema de Bibliotecas Públicas de Navarra.
Por su condición de biblioteca responsable del patrimonio bibliográfico, la Biblioteca de Navarra recoge en Navarra las publicaciones que ingresan por Depósito Legal y coordina la elaboración en Navarra del Catálogo Colectivo del Patrimonio Bibliográfico.
Como biblioteca pública, comparte catálogo, lectores y servicios con las demás bibliotecas públicas automatizadas del Sistema de Bibliotecas Públicas de Navarra.

## Historia

### Antecedentes
Como informaba el bibliófilo Antonio Pérez Goyena, el primer conato de biblioteca pública en Pamplona viene como consecuencia de la expulsión de los jesuitas en tiempos de Carlos III de España que propicio que los fondos bibliográficos de esta congregación fueran a parar a manos del obispado de Pamplona y fueron agregados a la Biblioteca del Seminario Conciliar. En 1796, las Cortes del Reino de Navarra pusieron su mirada en la recién remodelada librería del Cabildo de la Catedral de Pamplona. Sin embargo, a pesar de la petición de los Tres Estados, la falta de recursos y medios impidió el acceso público. Un nuevo intento, con idéntico resultado, vino pocos años después, en 1804, de la mano de José Goya y Muniáin, auditor de la Rota. Será en 1808, durante la ocupación francesa de Pamplona, cuando se disponga de la primera biblioteca pública.

### Creación
La Biblioteca de Navarra remonta sus orígenes a la segunda mitad del siglo XIX, a 1870, por su condición de heredera directa de la biblioteca formada en el Instituto de Segunda Enseñanza de Pamplona.
Durante el curso 1906-1907 la biblioteca del Instituto de Segunda Enseñanza, financiada en buena medida por la Diputación Foral de Navarra, recibió oficialmente el nombre de Biblioteca de Navarra. En los años siguientes se fue dividiendo la colección entre un fondo general, que ocupaba la sala destinada a biblioteca, y otra sección de interés específico para el profesorado del Instituto que se ubicó en una de las aulas. En adelante, todas las nuevas adquisiciones recibieron el sello de la Biblioteca de Navarra y las consideradas de interés para la enseñanza se sellaron además con un sello indicativo de su pertenencia a la Biblioteca del Claustro de Profesores.
En 1939 la Diputación Foral acordó la formación de una biblioteca a partir de los fondos bibliográficos de diversas procedencias que se hallaban en su poder con anterioridad al 1 de enero de aquel año, con excepción de una colección destinada al uso exclusivo de la propia corporación foral. El encargo se realiza a Jaime del Burgo Torres que se convierte, así, en el primer bibliotecario foral ejerciendo el cargo hasta su jubilación en 1982. A este fondo fundacional se habrían de añadir las nuevas incorporaciones procedentes de adquisiciones y donativos. Esta biblioteca, creada en 1940 y nombrada como Biblioteca de Navarra, figura con su nueva denominación de Biblioteca General de Navarra (BGN) en la memoria de actividades correspondiente al año 1942. Desde el principio se destinó a sala de lectura de la biblioteca un local ubicado en la planta baja del edificio del Consejo Foral, contiguo al Palacio de la Diputación, con entrada independiente desde la Avenida de Carlos III. El 12 de agosto de 1950 la Diputación Foral aprueba el reglamento y  se pone en marcha la Red de Bibliotecas de Navarra impulsada por su primer bibliotecario y con el objetivo de hacer accesible en toda Navarra el acceso a una biblioteca pública: «Existen muchas personas, muchos ciudadanos fuera de la capital, de pueblos y localidades pequeñas, necesitados de que alguien acuda en su auxilio.»

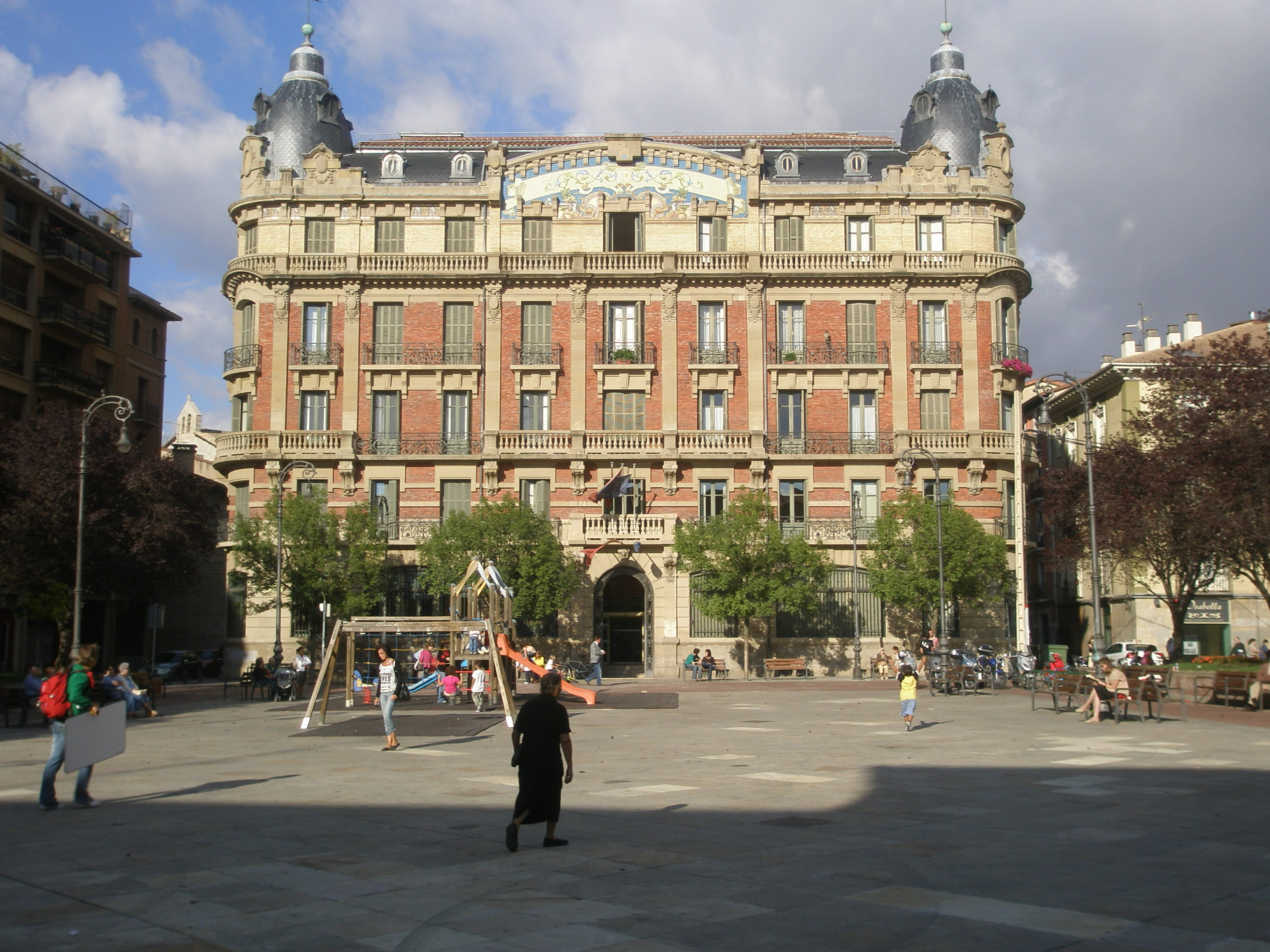
Edificio de La Agrícola, de 1912, antigua sede de la Biblioteca General de Navarra y actual Biblioteca del Casco Antiguo.

La actividad de la BGN desbordó con el tiempo las posibilidades de los locales que ocupaba, por lo que se decidió trasladar la biblioteca a su anterior ubicación, a la Plaza de San Francisco, en la planta baja y sótano del señorial edificio modernista conocido como La Agrícola, antigua sede de la entidad de ahorro de dicho nombre y del Gran Hotel de Pamplona. El 3 de febrero de 1970 la Diputación acordó el traslado y justamente dos años después, el 4 de febrero de 1972, se cerraba la vieja biblioteca para pasar a la recién acondicionada sede. Se aprobó también un nuevo reglamento interno para la BGN, en la sesión de la Diputación del 15 de diciembre del mismo año 1972. El nuevo emplazamiento facilitó el incremento de la colección, sobre todo en lo referente a impresos navarros o relacionados con Navarra y a fondos de humanidades, y permitió la implantación del servicio de préstamo. No obstante, con los años resulta totalmente insuficiente tanto para conservar los fondos como para ofrecer los servicios propios de una moderna biblioteca pública.
En consecuencia, desde finales del año 2007 se construye en el barrio pamplonés de Mendebaldea un nuevo edificio para Biblioteca y Filmoteca de Navarra, según un proyecto del arquitecto Manuel Ferrer Sala, con una superficie total de 20.000 metros cuadrados y un coste estimado de 22 millones de euros. La nueva biblioteca tiene una capacidad para almacenar más de un millón de volúmenes y dispone de amplios espacios de uso público.

## Catálogos de la Biblioteca de Navarra
El catálogo de la Biblioteca está integrado en el Catálogo de las Bibliotecas Públicas de Navarra.
Además también puedes consultar el Patrimonio Bibliográfico de Navarra.

## Biblioteca Navarra Digital
La Biblioteca General de Navarra inició el proyecto Biblioteca Navarra Digital (BiNaDi), que tiene como finalidad difundir el patrimonio bibliográfico de Navarra a través de las nuevas tecnologías de la información.

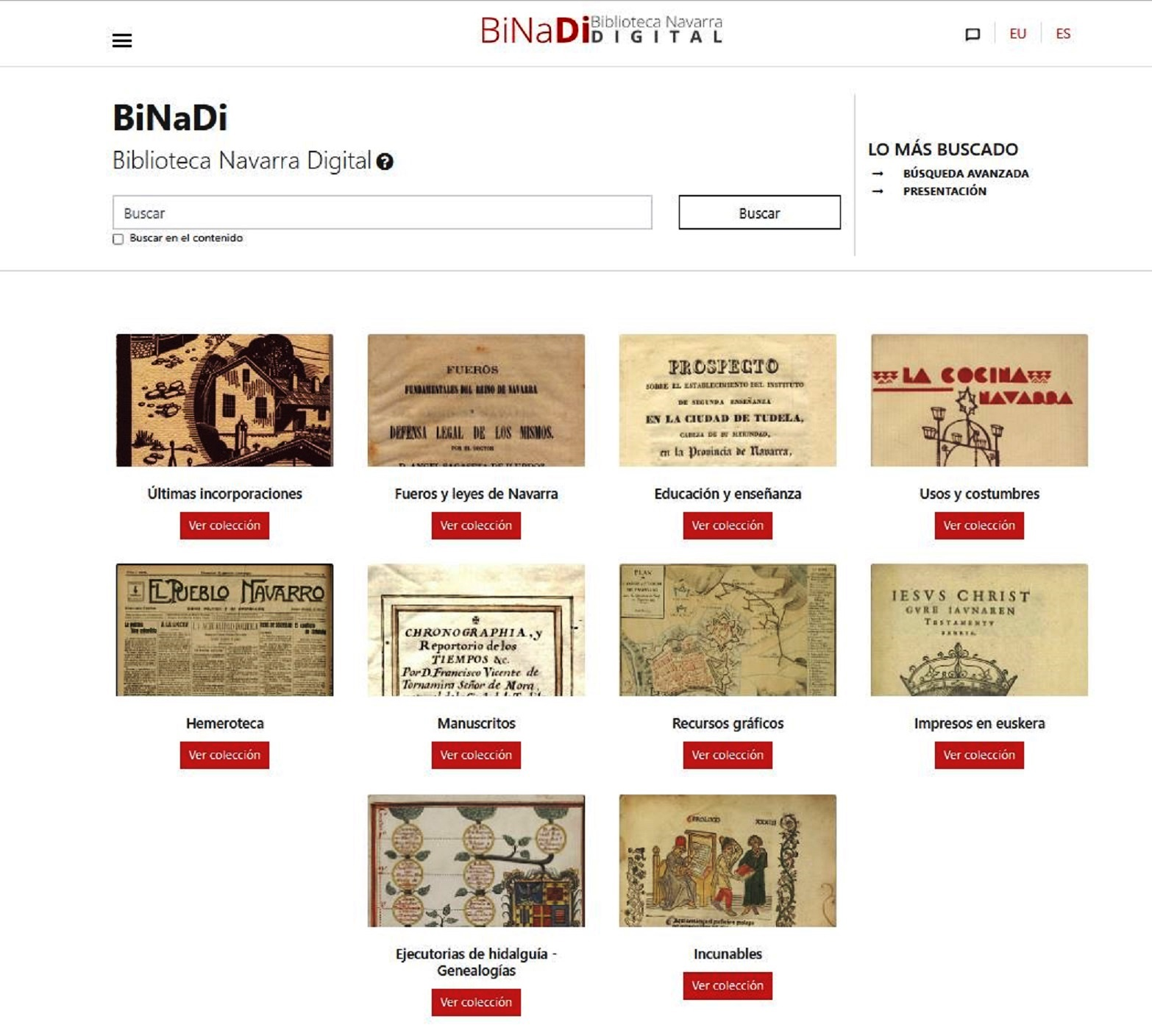
BiNaDi - Máscara inicial actual

## Ubicación
La nueva sede de la Biblioteca y Filmoteca de Navarra se inauguró en marzo de 2011 en un edificio de nueva planta construido en el barrio de Mendebaldea de Pamplona, junto al que también se ha edificado la Ciudad de la Música.
La dirección postal es:
Biblioteca y Filmoteca de Navarra
Paseo de Antonio Pérez Goyena, 3; 31008 Pamplona.